# Буляк (Аургазинский район)
Буля́к (баш. Бүләк) — упразднённый в 2005 году посёлок Тукаевского сельсовета Аургазинского района Республики Башкортостан.

## История
Закон «О внесении изменений в административно-территориальное устройство Республики Башкортостан в связи с образованием, объединением, упразднением и изменением статуса населённых пунктов, переносом административных центров» от 20 июля 2005 года № 211-з., ст.1 гласил:

4. Упразднить следующие населённые пункты:
4) в Аургазинском районе:
д) посёлок Буляк Тукаевского сельсовета

## География

### Географическое положение
Расстояние до:
- районного центра (Толбазы): 23 км,
- центра сельсовета (Тукаево): 6 км,
- ближайшей железнодорожной станции (Белое Озеро): 49 км.

## Население
На 1 января 1969 года проживали 74 человека; преимущественно татары (Башкирская АССР: административно-территориальное деление на 1 января 1969 года. — Изд. 5-е. — Уфа: Башкирское книжное издательство, 1969. С.48).